# Erster Polizeihauptkommissar
Erster Polizeihauptkommissar (EPHK), Erster Kriminalhauptkommissar (EKHK) und Erster Polizeihauptkommissar beim Deutschen Bundestag sind Amtsbezeichnungen der deutschen Polizei. Dieses Amt ist das nach Besoldungsgruppe (BesGr) A 13 besoldete Spitzenamt des gehobenen Dienstes. (Diese Laufbahn wird dienstherrenspezifisch ggf. auch anders bezeichnet). Die zusätzliche Verleihung einer Amtszulage zur Besoldungsgruppe A 13 ist in besonderen Fällen möglich; dienstherrenabhängig sind die Regularien hierfür unterschiedlich, sie sind grundsätzlich leistungs- und/oder dienstpostenabhängig (Schwierigkeit des Dienstpostens, Größe des Verantwortungsbereiches usw.). Die Amtsbezeichnung ändert sich hierdurch nicht, bei einigen Dienstherren werden die Dienstgradabzeichen allerdings zusätzlich mit einem sechsten silbernen Stern versehen, z. B. bei der Bundespolizei. Stelleninhaber haben grundsätzlich ein Studium an einer Fachhochschule erfolgreich absolviert und tragen den akademischen Grad Diplom-Verwaltungswirt (FH) oder einen vergleichbaren Bachelor. Sie sind in der Regel Vorgesetzte einer Organisationseinheit.
Typische Verwendungen sind taktische Führungsfunktionen z. B. als Dienststellenleiter, also als Revier-, Stations- oder Kommissariatsleiter oder als Führungskräfte in den Polizei-Stäben, z. B. als Stabs-, Sachbereichs- oder Sachgebietsleiter. In polizeilichen Bildungseinrichtungen wie Polizeischulen und Akademien leiten „Erste Polizei- bzw. Kriminalhauptkommissare“ beispielsweise Fachbereiche, Fachgruppen oder ähnliche fachliche Spezialbereiche, bei Bereitschaftspolizeiabteilungen führen sie in der Regel Einsatzeinheiten.
Die nächstniedrige Amtsbezeichnung ist „Polizeihauptkommissar“ (BesGr A 12), die nächsthöhere Amtsbezeichnung, jedoch in der identischen Besoldungsgruppe, ist „Polizeirat“ als Eingangsamt im höheren Dienst (BesGr A 13).
(Die Besoldung eines EPHK mit Amtszulage liegt jedoch höher).
Das Abzeichen der Amtsbezeichnung besteht aus fünf oder ggf. 6 silbernen Sternen auf dunkelblauem Grund (bei der Wasserschutzpolizei und beim Bundespolizeiamt See aus zwei Goldtressen à 8 mm zwischen zwei Goldtressen à 12 mm). In den meisten Bundesländern tragen EPHK der Wasserschutzpolizei auch drei Goldtressen à 8 mm zwischen zwei Goldtressen à 12 mm.
Amtsträger mit der Amtsbezeichnung EPHK sind Ermittlungspersonen der Staatsanwaltschaft, sofern sie nicht Leiter einer eigenständigen Dienststelle oder Leiter eines Fachbereichs sind.

## Rechtsgrundlagen
- Bundespolizei-Laufbahnverordnung (BPolLV), Anlage 1
- Polizeilaufbahnverordnung Schleswig-Holstein (PolLVO), Anlage 2
- Verordnung des Innenministeriums über die Einrichtung von Laufbahnen des Polizeivollzugsdienstes (Laufbahnverordnung-Polizeivollzugsdienst, LVO-PVD) des Landes Baden-Württemberg.  Anlage zu § 2 Absatz 3.

<small>Schulterklappen</small>
Schutzpolizei
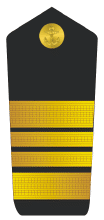
Wasserschutzpolizei

| Niedrigere Amtsbezeichnung Polizeihauptkommissar | Aktuelle Amtsbezeichnung Erster Polizeihauptkommissar | Höhere Amtsbezeichnung Erster Polizeihauptkommissar mit Amtszulage |
| Laufbahn: mittlerer Dienst – gehobener Dienst – höherer Dienst Alle Amtsbezeichnungen auf einen Blick: siehe Amtsbezeichnungen der deutschen Polizei. |                                                       |                                                                    |